# 2009年至2010年天水圍飛馬賽季
2009年至2010年球季是天水圍飛馬的第2個球季，同時是連續第2季在香港最高級別聯賽的香港甲組足球聯賽角逐。季前，會方未能與球隊前任總教練列卡度就新合約條件達成共識，改以上屆副領隊狄恩為總教練。然而飛馬卻在2009年年底宣佈與狄恩終止合約，與列卡度再續前緣。在三項賽事之中，飛馬在聯賽上得到亞軍，比上屆的第七名有明顯的進步。雖然飛馬衛冕香港高級組銀牌冠軍失敗，四強止步，但卻在香港足總盃中勇奪冠軍，並得到下屆亞洲足協盃的參賽資格。

## 季前熱身賽
飛馬率先於2009年6月18日公布今季第一場季前熱身賽的詳情，飛馬邀請了來季的「升班馬」沙田進行友誼賽。葉志豪於下半場10分鐘的一個突擊中單刀射入，打開紀錄。僅1分鐘後，李康廉乘沙田後防失誤搶去皮球單刀射入，加上11分鐘後助攻新加盟球員李靈峰頂入，飛馬凈勝3-0擊敗對手。
友會南華在2009年慶祝成立一百週年，南華邀請英超球隊熱刺於8月2日訪港進行表演賽，而飛馬則會和泰超傳統強隊BEC特羅薩薩納作頭場比賽。為了讓球隊在這場比賽前作出充分準備，飛馬於比賽先約戰另一支甲組球會四海流浪，憑著隊長鄭少偉於上半場射入十二碼，以1-0領先，但比賽於下半場因天雨而腰斬。
8月2日對BEC特羅薩薩納的賽事中，因為鄭少偉即將外借離隊加盟傑志，隊長一職首次由陸冠邦擔任。比賽中飛馬因門將李健下半場初段兩度失誤，令球隊落後兩球。雖然飛馬及後換入多名進攻球員，在門前引起不少攻勢，但均無功而還，最終飛馬以0-2敗陣。
8月尾，飛馬跟上季季前一樣，再次到廣州竹料集訓，並於9月2日跟沙田進行一場友誼賽，最後2-2握手言和。習訓完畢的飛馬於9月4日在大埔廣福公園足球場進行一場熱身賽，面對上屆足總盃的冠軍大埔，憑藉伊達上半場梅開二度，以2-1擊敗對手。最後飛馬於9月8日跟衛星球會元朗於元朗大球場進行一場練習賽，並以2-0小勝對手。
| 2009年7月1日 回歸盃 | 天水圍飛馬                           | 3 – 0 | 沙田 | 香港, 元朗                         |
| 16:00 HKT           | 葉志豪 40' · 李康廉 41' · 李靈峰 52' | 報告  |      | 場館： 元朗大球場 入場人數： 1,000 |

| 2009年7月28日 友賽 | 天水圍飛馬     | 1 – 0 | 四海流浪 | 香港, 跑馬地                      |
|                    | 鄭少偉 29'（） |       |          | 場館： 跑馬地遊樂場 入場人數： － |

| 2009年8月2日 飛馬週年 紀念盃 | 天水圍飛馬 | 0 – 2 | BEC特羅薩薩納         | 香港, 掃桿埔                        |
| 15:00 HKT                    |            | 報告  | 胡迪查 49' · 阿倫 52' | 場館： 香港大球場 入場人數： 23,025 |

| 2009年9月2日 友賽 | 天水圍飛馬 | 2 – 2 | 沙田 | 中國, 佛山                            |
|                   |            |       |      | 場館： 廣州竹料足球基地 入場人數： － |

| 2009年9月4日 友賽 | 新界地產和富大埔 | 1 – 2 | 天水圍飛馬 | 香港, 大埔                        |
|                   | 杜瀚滔           | 報告  | 伊達       | 場館： 廣福公園球場 入場人數： － |

| 2009年9月8日 友賽 | 天水圍飛馬      | 2 – 0 | 元朗 | 香港, 元朗                      |
|                   | 李康廉 · 鄧景煌 |       |      | 場館： 元朗大球場 入場人數： － |

## 港甲

### 第1至5輪
賽程表出爐後，飛馬訂於9月13日坐鎮主場，迎戰老對手晨曦。飛馬雖由李康廉於上半場5分鐘射入領先1-0，但隨後卻因為雷暴關係，比賽腰斬並訂於9月20日重賽。飛馬最後憑著伊達於上半場射入十二碼，以1-0險勝對手，旗開得勝。
飛馬於9月25日飛馬遠征九龍灣公園，挑戰升班馬大中，新加盟的前鋒馬查亦為飛馬首次上陣。受到場地狹窄的影響，飛馬一直未能製造出有效的攻勢，一對箭頭亦被對手凍結。最後更被對手前鋒阿歷士於72分鐘力壓科夫射入，令大中以一球擊敗飛馬，首響勝鼓。
休戰近兩星期後，飛馬再次於10月18日出征，作客深水埗運動場。先有李康廉於27分鐘接應伊達的長傳後推回中路起腳射入，四海流浪門將隋維傑因視線受阻而完全未有作出任何撲救。42分鐘，伊達再次傳球予突破越位的李康廉，再次射入，飛馬領先至2-0。到補時階段，伊達搶得基拿馬腳下球後回傳予馬查，馬查射出一個地波直飛死角，助飛馬以3球優勢完半場。下半場四海流浪由保羅射入罰球追近比數。隨後雙方各有黎耀昌及郝爽被逐離場，最後伊達錦上添花，飛馬以4-1作客擊敗四海流浪。
聯賽第4場，飛馬重回主場對戰賽前一場未勝的屯門普高，於破紀錄新低的394名球迷前進行一場大屠殺。伊達先於7分鐘於右路射入罰球，領先1比0。僅1分鐘後，伊達再於左路傳中，馬查一頂破網，飛馬閃電領先2球。伊達於13分鐘單刀盤過門將後射入空門，飛馬已經領先至3-0。上半場飛馬領先3球後放軟手腳，被普高爭回多一點攻勢，但未能追至接近比數。下半場飛馬再次積極進攻，先有馬查於57及68分鐘接應傳中破網，大演帽子戲法。飛馬於76分鐘的角球攻勢做成對手的烏龍球後，梁子駿和李靈峰及後於81分鐘及87分鐘射入加盟以來的第一球。最後伊達於89分鐘完成帽子戲法，助飛馬以9-1痛擊對手。然而，普高於11月因為欠債嚴重，被香港足球總會取消今屆甲組聯賽的參賽資格，而首循環已進行的比賽亦宣告作廢。換言之，縱使飛馬大勝一場，但依然未有全取3分。
及後飛馬於11月中面對上屆聯賽季軍的公民，先由馬田斯在上半場23分鐘在一輪門前混戰中射入。但2分鐘及卻被辛祖單刀射破大門。雙方其後互無紀錄，以1-1的成績握手言和。

### 第6至10輪
飛馬於11月27日再次於主場出擊，迎戰脫色勁旅愉園，一開始比賽便遇到重大挫折。愉園憑李圳業於加路射入罰球，以1-0領先。然而飛馬球員開始發力，先由李康廉於16分鐘接應馬查的傳送單刀破網，追成平手。其後在完半場前更由小將阮健文乘禁區頂一輪混亂大腳抽入，助飛馬帶著領先優勢完半場。下半場飛馬繼續狂攻對手，先有馬查接應麥保美的頭鎚二傳門前頂入，再於下半場補時階段接應伊達的角球門前撞入，將比數擴大至4-1。雖然最後被友友大腳抽入，但仍無阻飛馬全取3分。
隨著2009年東亞運動會的完結，甲組聯賽亦重燃戰火。飛馬的首場比賽便是作客大埔的「新界打吡」，亦是兩名東亞運金牌門將李瀚灦及葉鴻輝的對決。開賽僅6分鐘，飛馬另一名金牌戰將賴文飛便於禁區內抽射得手，助飛馬於客場取得領先優勢。其後，飛馬再由伊達射入罰球，擴大分數至2-0。下半場大埔雖由蘇來強射入十二碼追近比數，但仍然無礙飛馬取得首次新界打吡的勝利。
飛馬於2010年首次主場出擊，便面對宿敵南華的到訪挑戰。而兩位東亞運金牌戰將陳肇麒及葉鴻輝的對決更成為傳媒間的討論焦點，而賽事的上座人數亦打破元朗大球場的紀錄，有3,953名球迷入場觀戰。僅僅開賽13分鐘，陳肇麒便乘賴文飛跳頂失誤，射破葉鴻輝十指關，助南華以1-0領先飛馬。及後白鶴主執罰球時省中飛馬球員破網，南華在上半場的22分鐘已經遙遙領先至2-0。下半場飛馬全力搶攻，希望收復失地。伊達於55分鐘主踢罰球，南華後衛陳偉豪解圍失誤誤破自家大門，激發飛馬全隊的士氣。飛馬其後大軍壓境，終在84分鐘有斬獲。伊達射入20多碼的罰球，令賽事比分定格在2-2，各得1分。
在銀牌出局後，飛馬再次在主場面對對手傑志。然而今仗雙方具威脅埋門不多，僅有飛馬後衛鄧景煌在臨完場時起腳中楣較有威脅，最終雙方悶和0-0，飛馬亦讓出了榜首位置予南華。
連和兩仗的飛馬在聯賽首循環的最後一場面對排在榜末的沙田，竟然未能全取3分。沙田憑藉力圖的入球率先打開紀錄，而飛馬只能靠麥保美的入球搶回1分，在首循環完結時只能居在第2名，落後榜首的南華3分。

### 第11至15輪
飛馬於2月20日展開連續三場主場賽事，首先面對宿敵大埔，大軍主力伊達意外被收起，結果飛馬上半場失去重心靈魂，只能與對手互交白卷。下半場主教練隨即將伊達入替，希望加強球隊組織力。結果僅僅2分鐘，伊達開出罰球，馬田斯一頂破網助飛馬領先一球。戰至補時階段，對手前鋒安基斯同樣接應罰球撞入追平。眼看雙方握手言和之際，小將黎耀昌接應李康廉右路開出的角球撞入，飛馬以一球險勝大埔，繼續力迫榜首的南華。
其後，飛馬面對首循環唯一擊敗球隊的大中，開賽初段由伊達接應後場長傳扣過兩名敵衛射入，飛馬閃電領先一球。然而飛馬卻再次犯上上場領先後全軍死守的問題，被對手中場葉頌朗大腳抽入扳平。幸好前鋒馬里奧門前「執死雞」射入加盟以來第一球，飛馬再次以2-1險勝對手。
來到最後一場，飛馬面對榜末的沙田，展現出「鋒無力」的問題，僅能憑藉鄧景煌門前混戰中射入，以1-0小勝對手，全取3分。
在3月28日飛馬迎來聯賽榜首大戰，到小西灣運動場對陣南華。飛馬上半場憑伊達兩度建功領先南華，先把握張春暉的犯錯射入空門，再在禁區頂射入世界波拉開比數。然而南華下半場進行大反擊，泰利·史高斯先接應角球頂入後，再接應陳肇麒的傳中球頂入追成平手。史高斯及後再以一人之力，擺脫飛馬後衛射入，南華最終首次在正式賽事中擊敗飛馬，並保持聯賽領先地位。比賽「火藥味」甚濃，雙方球員多次發行衝突，包括歐陽耀冲、伊達及李志豪均領紅被逐。
在聯賽榜上落後南華的飛馬，繼上場聯賽後再次作客小西灣，挑戰公民。雖然飛馬上半場攻勢較多，但都一一被對手門將謝德謙拒諸門外。反觀公民則憑外援法格拿及徐德帥的妙射，領先2-0。下半場飛馬雖然加強攻力，但依然無法取得入球，反而法格拿及徐德帥則把握飛馬防守力度減弱而再入一球，飛馬只能憑伊達的「執雞」破蛋，最終飛馬慘敗1-4於公民腳下，遭遇創隊以來的最大敗仗，亦幾乎可以宣佈聯賽爭標無望。

### 賽程表
| 2009年9月20日 1 | 天水圍飛馬                                     | 1 – 0 | 晨曦                                                                                 | 香港, 元朗                                 |
| 18:00 HKT       | 伊達 35' 39'（pen.） · 黎志星 53' · 葉志豪 58' | 報告  | 于臣 21' · 蘇耀文 21' · 劉志強 23' · 李明 67' · 羅拔圖 78' · 蘇偉泉 79' · 高尼路 84' | 場館： 元朗大球場 入場人數： 649 ： 吳超覺 |

| 2009年9月25日 2 | 大中                    | 1 – 0 | 天水圍飛馬                        | 香港, 九龍灣                               |
| 20:00 HKT       | 盧加路 35' · 阿歷士 72' | 報告  | 科夫 9' · 陸冠邦 22' · 黎志星 46' | 場館： 九龍灣公園 入場人數： 322 ： 吳佳林 |

| 2009年10月18日 3 | 四海流浪                                                  | 1 – 4 | 天水圍飛馬                                                                                    | 香港, 深水埗                                 |
| 15:00 HKT        | 基拿馬 34' · 馬俠 37' · 保羅 68' · 梁子成 88' · 郝爽 90+' | 報告  | 李康廉 27' 42' · 馬田斯 29' · 馬查 45+' · 科夫 63' · 麥保美 67' · 黎耀昌 70', 88' · 伊達 90+' | 場館： 深水埗運動場 入場人數： 746 ： 廖國文 |

| 2009年10月25日 － | 天水圍飛馬                                                                         | 9 – 1 比賽作廢 | 屯門普高                                            | 香港, 元朗                                 |
| 18:00 HKT         | 伊達 7' 13' 89' · 馬查 8' 57' 68' · 梁子駿 50' 81' · 梁罡耀 76'（og） · 李靈峰 87' | 報告           | 梁罡耀 34' · 葉子乾 39' · 哈辛 63' · 梁傲軒 84' 85' | 場館： 元朗大球場 入場人數： 394 ： 黃寶安 |

| 2009年11月15日 4 | 天水圍飛馬                                         | 1 – 1 | 公民                                                          | 香港, 元朗                                 |
| 18:00 HKT        | 馬田斯 3' 23' · 科夫 27' · 張健峰 64' · 劉念溢 89' | 報告  | 辛祖 25' · 迪天奴 73' · 黃耀富 75' · 馮啟匡 85' · 保連奴 90+' | 場館： 元朗大球場 入場人數： 581 ： 呂小全 |

| 2009年11月27日 5 | 天水圍飛馬                                      | 4 – 2 | 愉園                                               | 香港, 元朗                                 |
| 20:00 HKT        | 李康廉 16' · 阮健文 39' 42' · 馬查 71' 79' 90+' | 報告  | 李圳業 10' · 高梵 19' · 黃俊皓 82' · 友友 89' 90+' | 場館： 元朗大球場 入場人數： 530 ： 鮑世賢 |

| 2009年12月19日 6 | 新界地產和富大埔                                        | 1 – 2 | 天水圍飛馬                                   | 香港, 大埔                                 |
| 15:00 HKT        | 拿美 42' · 郭詠燊 44' · 呂志興 61' · 蘇來強 75'（pen.） | 報告  | 賴文飛 6' · 伊達 21' · 梁子駿 21' · 科夫 88' | 場館： 大埔運動場 入場人數： 987 ： 吳佳林 |

| 2010年1月3日 7 | 天水圍飛馬                                            | 2 – 2 | 南華                  | 香港, 元朗                                   |
| 15:00 HKT      | 馬田斯 43' · 張健峰 47' · 伊達 55' 76' 84' · 馬查 61' | 報告  | 陳肇麒 13' · 白鶴 22' | 場館： 元朗大球場 入場人數： 3,953 ： 廖國文 |

| 2010年1月17日 8 | 天水圍飛馬                                     | 0 – 0 | 傑志     | 香港, 元朗                                   |
| 15:30 HKT       | 馬查 10' · 馬田斯 44' · 賴文飛 56' · 科夫 90+' | 報告  | 高文 85' | 場館： 元朗大球場 入場人數： 1,549 ： 廖國文 |

| 2010年1月23日 9 | 沙田                    | 1 – 1 | 天水圍飛馬                  | 香港, 沙田                                 |
| 15:00 HKT       | 力圖 42' 44' · 法比 73' | 報告  | 麥保美 38' 79' · 賴文飛 59' | 場館： 沙田運動場 入場人數： 630 ： 鮑世賢 |

| 2010年2月20日 10 | 天水圍飛馬                                          | 2 – 1 | 新界地產和富大埔                    | 香港, 元朗                                 |
| 18:00 HKT        | 馬田斯 47' · 阮健文 83' · 梁子駿 90+' · 黎耀昌 90+' | 報告  | 楊旭 62' · 趙俊傑 70' · 安基斯 90+' | 場館： 元朗大球場 入場人數： 560 ： 黃志騰 |

| 2010年3月13日 11 | 天水圍飛馬                                                             | 2 – 1 | 大中                                                                    | 香港, 元朗                                 |
| 18:00 HKT        | 伊達 4' · 科夫 19' · 劉念溢 21' · 阮健文 28' · 鄧景煌 62' · 馬里奧 83' | 報告  | 葉子俊 32' · 葉頌朗 33' 80' · 潘文迪 41', 65' · 張子鍵 44' · 燕鳴昊 84' | 場館： 元朗大球場 入場人數： 566 ： 吳佳林 |

| 2010年3月20日 12 | 天水圍飛馬                | 1 – 0 | 沙田                                                       | 香港, 元朗                                 |
| 18:00 HKT        | 梁子駿 90+' · 鄧景煌 90+' | 報告  | 力圖 24' · 法比 45+' · 賴啟卓 65' · 美高 74' · 艾迪臣 90+' | 場館： 元朗大球場 入場人數： 448 ： 陳紹雄 |

| 2010年3月28日 13 | 南華                                                                         | 3 – 2 | 天水圍飛馬                                                | 香港, 小西灣                                   |
| 16:00 HKT        | 史高斯 44' 64' 74' 76' · 里奧 60' · 歐陽耀冲 60' · 陳偉豪 90+' · 李志豪 90+' | 報告  | 伊達 17' 43' 90+' · 鄧景煌 76' · 馬田斯 78' · 馬里奧 90+' | 場館： 小西灣運動場 入場人數： 1,478 ： 廖國文 |

| 2010年4月8日 14 | 公民                                                                      | 4 – 1 | 天水圍飛馬            | 香港, 小西灣                                 |
| 20:00 HKT       | 法格拿 22' 54' · 徐德帥 42' 62' 67' · 沈國輝 57' · 辛祖 87' · 保連奴 90+' | 報告  | 賴文飛 59' · 伊達 71' | 場館： 小西灣運動場 入場人數： 159 ： 黃志騰 |

| 2010年4月16日 15 | 愉園                | 1 – 4 | 天水圍飛馬                                                               | 香港, 九龍灣                               |
| 20:00 HKT        | 凌琮 24' · 友友 46' | 報告  | 伊達 8' 47'（pen.） · 梁子駿 40' · 李康廉 53' · 葉鴻輝 57' · 楊正光 90+' | 場館： 九龍灣公園 入場人數： 261 ： 呂小全 |

| 2010年5月1日 16 | 傑志                                                         | 0 – 0 | 天水圍飛馬                           | 香港, 小西灣                                 |
| 16:00 HKT       | 阿歷士 16' · 高文 33' · 羅沙度 54' · 盧均宜 80' · 皮利斯 89' | 報告  | 劉念溢 67' · 陸冠邦 67' · 阮健文 75' | 場館： 小西灣運動場 入場人數： 407 ： 黃志騰 |

| 2010年5月6日 17 | 晨曦                                                           | 2 – 3 | 天水圍飛馬                             | 香港, 青衣                                 |
| 20:00 HKT       | 卡爾 32' · 山本朝陽 44' · 亞古沙 47' · 高尼路 67' · 羅志焜 81' | 報告  | 伊達 37' 58' · 麥保美 48' · 黎耀昌 50' | 場館： 青衣運動場 入場人數： 217 ： 吳超覺 |

| 2010年5月22日 18 | 天水圍飛馬                                   | 3 – 0 | 四海流浪                                         | 香港, 元朗                                 |
| 18:00 HKT        | 陸冠邦 17' · 張健峰 45' · 李康廉 81'（pen.） | 報告  | 陳湛羲 42' · 安杜 55' · 翟廷峯 78' · 陳韶遠 90+' | 場館： 元朗大球場 入場人數： 410 ： 鮑世賢 |

### 積分榜
| 排名 | 球隊       | 賽 | 勝 | 平 | 負 | 得 | 失 | 差  | 分 |
| ---- | ---------- | -- | -- | -- | -- | -- | -- | --- | -- |
| 1    | 南華       | 18 | 13 | 3  | 2  | 51 | 21 | +30 | 42 |
| 2    | 天水圍飛馬 | 18 | 10 | 5  | 3  | 33 | 21 | +12 | 35 |
| 3    | 傑志       | 18 | 8  | 7  | 3  | 34 | 18 | +16 | 31 |

## 高級組銀牌
飛馬的首次衛冕之路正式展開，於小西灣運動場作客對陣宿敵公民。李康廉開賽後不久便遠射得手，加上於41分鐘單刀射入，飛馬以兩球優勢完半場。然而換邊葉鴻輝一次判斷錯誤，被公民的矮小中場黃耀富頂中追回一球，其後公民中場羅振邦連過多名守衛後單刀射入，令飛馬優勢盡失，比賽亦要進入加時賽。飛馬於加時上半場末段由伊達直射罰球破網（一說是對方前鋒迪天奴誤頂入自家龍門），飛馬繼上季足總盃後再次於加時賽擊敗對手，晉級銀牌賽準決賽。
銀牌準決賽的賽事於元朗大球場舉行，擁有主場之利的飛馬開賽僅2分鐘便由馬查擺脫對手後衛射入領先1-0，但對方前鋒文嘉於13分鐘後的「世界波」將雙方重新帶回同一起跑線上。至完半場前，飛馬右閘陸冠邦開上前線快腳射入，協助飛馬領先一球完半場。下半場傑志不停施壓，多次威脅飛馬防線，終於由拿素爾於多名飛馬守衛間射入追成2-2平手。眼看將要進入加時賽，傑志的前鋒阿歷士在禁區被回防的麥保美推跌，傑志由羅沙度射入十二碼，飛馬飲恨出局。
| 2009年12月26日 R2 | 公民 | 2 – 3 加時賽 | 天水圍飛馬                                                                | 香港, 小西灣                                 |
| 16:00 HKT         | 路蘭 11' · 辛祖 30' · 羅振邦 44' 77' · 馮啟匡 45+' · 黃耀富 49' · 保連奴 75', 120+' · 沈國輝 98' · 楊賜麟 103' | 報告         | 李康廉 2' 41' 69' · 賴文飛 47' · 科夫 68' · 麥保美 72', 118' · 伊達 105+' | 場館： 小西灣運動場 入場人數： 834 ： 黃寶安 |

| 2010年1月10日 Semi-Final | 天水圍飛馬                            | 2 – 3 | 傑志                                                | 香港, 元朗                                   |
| 14:00 HKT                | 馬查 2' · 麥保美 18' · 陸冠邦 39' 82' | 報告  | 文嘉 13' 71' · 羅沙度 37' 90+'（pen.） · 拿素爾 69' | 場館： 元朗大球場 入場人數： 3,526 ： 湯巨森 |

## 足總盃
今屆足總盃半準決賽的賽事安排在小西灣運動場舉行，飛馬面對愉園亦能夠輕鬆取勝。雖然對手先由友友於開賽1分鐘便於一輪門前混戰中打開紀錄領先1-0，但飛馬在短短5分鐘內便由落後反先。先由劉念溢接應張健峰斜傳勁射遠柱入網，及後黎志星亦接應李康廉的傳中頂入，兩位球員均射入加盟以來首個入球。及後馬里奧在完半場前連入兩球，飛馬大比數領先至4-1。換邊後李靈峰亦射入首兩球甲組賽事入球，協助飛馬以6-1大勝對手晉級準決賽。

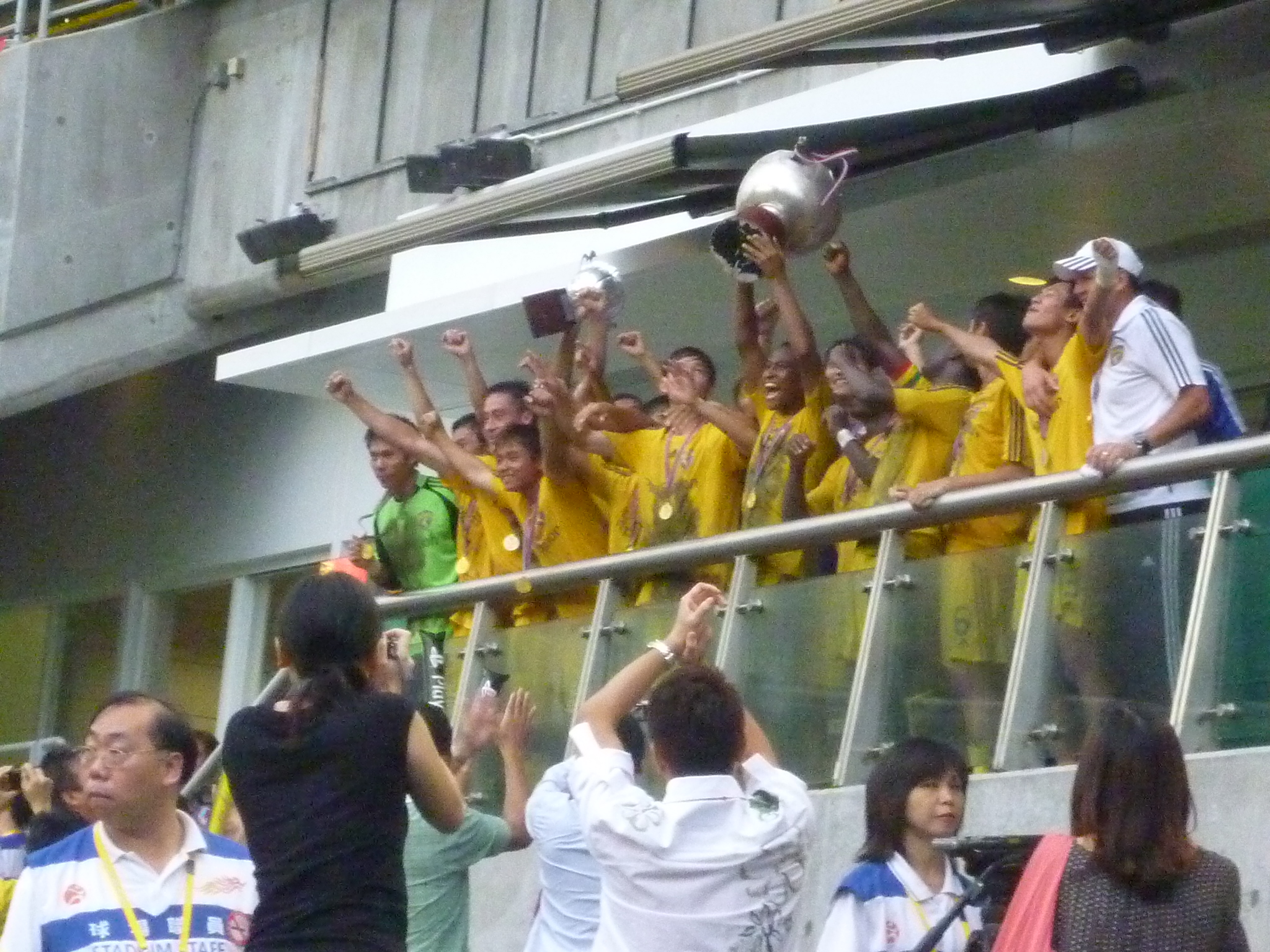
飛馬首次奪得足總盃冠軍

飛馬在準決賽在面對大埔，上演上屆決賽的戲碼。飛馬在30分鐘率先打開紀錄，伊達在進攻位置右路射射罰球，助飛馬以1-0領先上半場。下半場飛馬憑著兩個十二碼進一步擴大差距，對手門將李瀚灝先後於66分鐘及78分鐘將飛馬前鋒馬里奧撲倒，球證直指十二碼點兼在78分鐘將李瀚灝驅逐離場，伊達隨即射入兩個十二碼，飛馬遙遙領先至3-0。儘管大埔由蘇來強射入十二碼追平1-3較接近的比數，但依然無阻飛馬復仇成功，連續第二年殺入香港足總盃決賽。
飛馬在決賽面對的是前屆冠軍公民，雙方實力相若，被認為是一場強強對話。上半場雙方攻勢屬試探居多，李康廉、馬里奧的射門均無功而還，而公民亦有迪天奴半單刀射門高出以作回應，最終上半場雙方打成0-0平手。下半場戰情依舊膠著，直至下半場62分鐘，鄧景煌解圍失誤被保連奴偷去腳下球，鄧景煌情急之下犯上天條。眼看飛馬將以0-1落後時，迪天奴的十二碼卻一飛衝天。大難不死的飛馬隨即在2分鐘後由李康廉遠射得手，加上伊達再次射入罰球，飛馬轉眼間以2-0領先。雖然公民由保連奴頭鎚追成2-1，但飛馬依然戰勝對手，首次奪得足總盃，更得到下屆參加亞洲足協盃的機會。
| 2010年4月4日 R2 | 天水圍飛馬                                              | 6 – 1 | 愉園                                  | 香港, 小西灣                                 |
| 16:30 HKT       | 劉念溢 4' · 黎志星 6' · 馬里奧 32' 40' · 李靈峰 84' 88' | 報告  | 友友 1' · 比連 24', 45+' · 戴思聰 35' | 場館： 小西灣運動場 入場人數： 475 ： 黃志騰 |

| 2010年5月16日 Semi-Final | 天水圍飛馬                                                                                            | 3 – 1 | 新界地產和富大埔                                               | 香港, 掃桿埔                                 |
| 16:00 HKT                | 黎耀昌 8' · 伊達 30' 66'（pen.） 69' 78'（pen.） · 劉念溢 31' · 麥保美 45+' · 馬里奧 73' · 葉鴻輝 86' | 報告  | 蘇來強 29' 90+'（pen.） · 史建威 34' · 李瀚灝 75' · 趙俊傑 80' | 場館： 香港大球場 入場人數： 2,410 ： 黃志騰 |

| 2010年5月30日 Final | 天水圍飛馬                                      | 2 – 1 | 公民                                                                | 香港, 掃桿埔                                 |
| 15:45 HKT           | 陸冠邦 22' · 鄧景煌 62' · 李康廉 64' · 伊達 71' | 報告  | 艾里奧 32' · 迪天奴 33' · 羅振邦 70' · 保連奴 76' · 法圖斯 77', 87' | 場館： 香港大球場 入場人數： 3,115 ： 廖國文 |

| 2009-10年 香港足總盃 冠軍 |
| ------------------------- |
|                           |
| 天水圍飛馬 第一次奪冠     |

## 球會

### 球員名單
| 編號 | 国籍   | 球員名字         | 出生日期       | 加盟年份 | 前屬球會   |
| 門將 | 門將   | 門將             | 門將           | 門將     | 門將       |
| ---- | ------ | ---------------- | -------------- | -------- | ---------- |
| 1    | 香港   | 葉鴻輝           | 1990年3月21日  | 2009年   | 東方       |
| 22   | 香港   | 梁卓長           | 1965年2月22日  | 2008年   | 愉園       |
| 23   | 香港   | 李健             | 1985年9月19日  | 2008年   | 傑志       |
| 後衛 |        |                  |                |          |            |
| 2    | 巴西   | 馬田斯           | 1980年4月30日  | 2009年   | 哥泰卡斯   |
| 3    | 香港   | 劉念溢           | 1989年12月4日  | 2009年   | 東方       |
| 4    | 香港   | 鄧景煌（副隊長） | 1985年1月24日  | 2008年   | 南華       |
| 5    | 加纳   | 科夫（隊長）     | 1979年6月25日  | 2008年   | 寶路華流浪 |
| 6    | 香港   | 陸冠邦（副隊長） | 1978年8月1日   | 2008年   | 傑志       |
| 13   | 香港   | 張健峰           | 1984年1月1日   | 2008年   | 傑志       |
| 20   | 巴西   | 安迪             | 1991年12月23日 | 2010年   | 聖安德雷   |
| 21   | 香港   | 賴文飛           | 1988年12月10日 | 2008年   | 南華       |
| 中場 |        |                  |                |          |            |
| 7    | 香港   | 葉子俊           | 1985年5月15日  | 2009年   | 淦源       |
| 8    | 香港   | 楊正光           | 1976年5月7日   | 2008年   | 南華       |
| 10   | 喀麦隆 | 麥保美           | 1986年8月29日  | 2008年   | 彭巴體育會 |
| 11   | 巴西   | 伊達             | 1980年7月8日   | 2008年   | 南華       |
| 15   | 香港   | 阮健文           | 1989年1月19日  | 2008年   | 華家堡     |
| 17   | 香港   | 李康廉           | 1983年9月29日  | 2009年   | 大埔       |
| 19   | 香港   | 林顯誠           | 1991年3月16日  | 2010年   | 青年軍     |
| 20   | 香港   | 葉志豪           | 1985年10月21日 | 2008年   | 南華       |
| 26   | 香港   | 黎耀昌           | 1988年9月25日  | 2009年   | 四海       |
| 前鋒 |        |                  |                |          |            |
| 7    | 巴西   | 西蒙斯           | 1991年1月19日  | 2010年   | 南藝       |
| 9    | 香港   | 梁子駿           | 1985年5月19日  | 2009年   | 淦源       |
| 16   | 香港   | 李靈峰           | 1986年1月3日   | 2009年   | 南華       |
| 18   | 中国   | 黎志星           | 1985年11月8日  | 2009年   | 自由身     |
| 28   | 喀麦隆 | 馬查             | 1988年3月28日  | 2009年   | 佩斯梭羅   |
| 32   | 巴西   | 馬里奧           | 1979年11月11日 | 2010年   | 尼爾頓林斯 |

### 球會教練團及管理職員
| 職位             | 國籍     | 姓名                                 |
| ---------------- | -------- | ------------------------------------ |
| 會長             | 香港     | 王威信                               |
| 總教練           | 塞爾維亞 | 狄恩（2009年8月7日至2009年12月29日） |
| 總教練           | 巴西     | 列卡度（2009年12月30日起）           |
| 副領隊           | 香港     | 盧冠銘                               |
| 助理教練         | 香港     | 岑國培                               |
| 青訓總監         | 香港     | 岑國培                               |
| 助理教練         | 香港     | 楊正光                               |
| 青訓教練         | 香港     | 楊正光                               |
| 守門員教練       | 香港     | 梁卓長                               |
| 青訓教練         | 香港     | 梁卓長                               |
| 青訓教練         | 香港     | 朱漢彬                               |
| 青訓教練         | 香港     | 袁志明                               |
| 青訓教練         | 香港     | 楊達文                               |
| 青訓教練         | 香港     | 楊達武                               |
| 青訓教練         | 香港     | 張健峰                               |
| 青訓守門員訓練員 | 香港     | 鄭皓文                               |

### 球衣
球衣製造商：Adidas
球衣廣告商：PlayStation
| 主場球衣 | 客場球衣 |

### 主場球場
| 場地 | 元朗大球場           |
| 位置 | 元朗區元朗市中心     |
| 時間 | 2009年7月至2010年6月 |
| 容量 | 4,932                |
| 照片 |                      |
| 備註 | －                   |

### 贊助
| - 主贊助商 - PlayStation - 官方指定護膚品 - Lab Series （页面存档备份，存于） - 網頁技術支援 - BIC - 官方飲品贊助 - Meko 天然礦泉水 （页面存档备份，存于） - 官方指定健康營養飲品 - 白蘭氏 - 特別贊助 - 榮華餅家 | - 官方球衣製造商 - Adidas - 官方贊助 - 博美娛樂 - 官方合作網站 - 雅虎 - 官方印刷品贊助 - 咭片皇 - 官方指定髮型設計 - Hair |

## 數據

### 所有賽事統計
數據截至2010年5月30日
| 比賽場次                 | 23 場 （18場港甲，2場高級組銀牌，3場足總盃）                           |
| 勝仗場次                 | 14 場 （10場港甲，1場高級組銀牌，3場足總盃）                           |
| 和仗場次                 | 5 場 （5場港甲）                                                       |
| 負仗場次                 | 4 場 （3場港甲、1場高級組銀牌）                                        |
| 總入球                   | 49 球                                                                  |
| 總失球                   | 29 球                                                                  |
| 球差                     | +20                                                                    |
| 黃牌                     | 62                                                                     |
| 紅牌                     | 3                                                                      |
| 最差紀律球員             | 麥保美 （4 張 , 1 張 ）                                                |
| 最大勝仗                 | 6-1 (中) v 愉園 - 足總盃 - 2010.4.4                                    |
| 最大敗仗                 | 1-4 (客) v 公民 - 港甲 - 2010.4.8                                      |
| 主場最高入場人數         | 3,953人（2010年1月3日對南華）                                          |
| 主場最低入場人數         | 410人（2010年5月22日對四海流浪）                                       |
| 主場平均入場人數         | 1,083人                                                                |
| 最長連續勝利（聯賽）     | 3場（2010年2月20日至2010年3月20日）                                    |
| 最長連續勝利（所有比賽） | 3場（2009年11月27日至2009年12月26日） （2010年2月20日至2010年3月20日） |
| 最長連續不敗（聯賽）     | 10場（2009年10月18日至2010年3月20日）                                  |
| 最長連續不敗（所有比賽） | 6場（2009年10月18日至2010年1月3日） （2010年4月16日至2010年5月30日）   |
| 最長連續落敗（聯賽）     | 2場（2010年3月28日至2010年4月8日）                                     |
| 最長連續落敗（所有比賽） | 1場（2009年9月25日、2010年1月10日、2010年3月28日、2010年4月8日）       |
| 上陣次數最多             | 李康廉 （23場正選，0場後備）                                           |
| 神射手                   | 伊達 （18球）                                                          |

- 由於屯門普高中途退出賽事，2009年10月25日對屯門普高的比賽成績宣告作廢，惟紅、黃牌之紀錄會繼續生效。

### 各項比賽成績
| 賽事       | 最後成績 | 賽 | 勝 | 和 | 負 | 得 | 失 | 差  |
| ---------- | -------- | -- | -- | -- | -- | -- | -- | --- |
| 聯賽       | 亞軍     | 18 | 10 | 5  | 3  | 33 | 21 | +12 |
| 高級組銀牌 | 四強     | 2  | 1  | 0  | 1  | 5  | 5  | +0  |
| 足總盃     | 冠軍     | 3  | 3  | 0  | 0  | 11 | 3  | +8  |

### 正選陣式
數據截至2010年5月30日，以下列表根據飛馬在2009/10賽季所有正式比賽所統計出的正選陣式次數，包括港甲、高級組銀牌及足總盃。
| 次數 | 陣式      | 比賽 | 比賽     | 比賽   | 比賽 |
| 次數 | 陣式      | 港甲 | 高級銀牌 | 足總盃 |      |
| ---- | --------- | ---- | -------- | ------ | ---- |
| 17   | 4 - 3 - 3 | 14   | 2        | 1      |      |
| 5    | 4 - 4 - 2 | 4    | 0        | 1      |      |
| 1    | 4 - 5 - 1 | 0    | 0        | 1      |      |

### 正選陣容
| \| 號碼 \| 位置 \| 國家 \| 球員 \| 首发次數 \| 註釋 \| \| ---- \| ---- \| ---- \| ------ \| -------- \| ---------- \| \| 1 \| GK \| HK \| 葉鴻輝 \| 21 \| 李健(4) \| \| 3 \| RB \| HK \| 劉念溢 \| 15 \| 陸冠邦(19) \| \| 4 \| CB \| HK \| 鄧景煌 \| 20 \| 賴文飛(11) \| \| 5 \| CB \| GHA \| 科夫 \| 22 \| 安迪(0) \| \| 13 \| LB \| HK \| 張健峰 \| 17 \| \| \| 10 \| CM \| CMR \| 麥保美 \| 18 \| 阮健文(15) \| \| 2 \| CM \| BRA \| 馬田斯 \| 20 \| 楊正光(3) \| \| 11 \| AM \| BRA \| 伊達 \| 21 \| 林顯誠(2) \| \| 9 \| RW \| HK \| 梁子駿 \| 22 \| 李靈峰(7) \| \| 17 \| LW \| HK \| 李康廉 \| 23 \| 黎耀昌(18) \| \| 32 \| FW \| BRA \| 馬里奧 \| 12 \| 黎志星(15) \| | 4–3–3 陣式 葉鴻輝 劉念溢 鄧景煌 科夫(C) 張健峰 麥保美 馬田斯 伊達 李康廉 馬里奧 梁子駿 |      |        |          |            |
| 號碼 | 位置                                                                                   | 國家 | 球員   | 首发次數 | 註釋       |
| 1 | GK                                                                                     | HK   | 葉鴻輝 | 21       | 李健(4)    |
| 3 | RB                                                                                     | HK   | 劉念溢 | 15       | 陸冠邦(19) |
| 4 | CB                                                                                     | HK   | 鄧景煌 | 20       | 賴文飛(11) |
| 5 | CB                                                                                     | GHA  | 科夫   | 22       | 安迪(0)    |
| 13 | LB                                                                                     | HK   | 張健峰 | 17       |            |
| 10 | CM                                                                                     | CMR  | 麥保美 | 18       | 阮健文(15) |
| 2 | CM                                                                                     | BRA  | 馬田斯 | 20       | 楊正光(3)  |
| 11 | AM                                                                                     | BRA  | 伊達   | 21       | 林顯誠(2)  |
| 9 | RW                                                                                     | HK   | 梁子駿 | 22       | 李靈峰(7)  |
| 17 | LW                                                                                     | HK   | 李康廉 | 23       | 黎耀昌(18) |
| 32 | FW                                                                                     | BRA  | 馬里奧 | 12       | 黎志星(15) |

最後更新：2010年5月30日
來源: 正選陣式 及 球員統計.

以上最佳十一人是根據球隊在本個賽季所有賽事中最常用的陣式，

以及在各個位置挑選正選上陣次數最多的球員。

### 隊長
數據截至2010年5月30日，以下列表根據香港足總網站球賽結果的正選隊長記錄所統計出，包括所有香港足總在2009年至2010年賽季有所記錄的飛馬的比賽。
| 日期                  | 隊長   | 號碼 | 位置 | 副隊長 | 號碼 | 位置 |
| 2009年8月至2009年10月 | 陸冠邦 | 6    | 後衛 | 科夫   | 5    | 後衛 |
| 2009年10月至2010年7月 | 科夫   | 5    | 後衛 | 鄧景煌 | 4    | 後衛 |

### 上陣及入球次數
| 號碼 | 位置 | 名字             | 港甲 | 港甲 | 高級銀牌 | 高級銀牌 | 足總盃 | 足總盃 | 合計 | 合計 | 合計 |
| 號碼 | 位置 | 名字             | 出賽 | 入球 | 出賽     | 入球     | 出賽   | 入球   | 正選 | 出賽 | 入球 |
| ---- | ---- | ---------------- | ---- | ---- | -------- | -------- | ------ | ------ | ---- | ---- | ---- |
| 1    | 門將 | 葉鴻輝           | 16   | 0    | 2        | 0        | 3      | 0      | 21   | 21   | 0    |
| 2    | 後衛 | 馬田斯           | 16   | 2    | 2        | 0        | 2      | 0      | 16   | 20   | 2    |
| 3    | 後衛 | 劉念溢           | 12   | 0    | 0        | 0        | 3      | 0      | 13   | 15   | 0    |
| 4    | 後衛 | 鄧景煌（副隊長） | 15   | 1    | 2        | 0        | 3      | 0      | 19   | 20   | 1    |
| 5    | 後衛 | 科夫（隊長）     | 17   | 0    | 2        | 0        | 3      | 0      | 22   | 22   | 0    |
| 6    | 後衛 | 陸冠邦（副隊長） | 16   | 1    | 2        | 1        | 1      | 0      | 15   | 19   | 2    |
| 7    | 中場 | 葉子俊           | 0    | 0    | 0        | 0        | -      | -      | 0    | 0    | 0    |
| 7    | 前鋒 | 西蒙斯           | 0    | 0    | -        | -        | -      | -      | 0    | 0    | 0    |
| 8    | 中場 | 楊正光           | 3    | 1    | 0        | 0        | 0      | 0      | 0    | 3    | 1    |
| 9    | 前鋒 | 梁子駿           | 17   | 1    | 2        | 0        | 3      | 0      | 17   | 22   | 1    |
| 10   | 中場 | 麥保美           | 13   | 2    | 2        | 0        | 3      | 0      | 17   | 18   | 2    |
| 11   | 中場 | 伊達             | 17   | 13   | 2        | 1        | 2      | 4      | 20   | 21   | 18   |
| 13   | 後衛 | 張健峰           | 13   | 1    | 1        | 0        | 3      | 0      | 14   | 17   | 1    |
| 15   | 中場 | 阮健文           | 12   | 1    | 1        | 0        | 2      | 0      | 11   | 15   | 1    |
| 16   | 前鋒 | 李靈峰           | 5    | 0    | 0        | 0        | 2      | 2      | 1    | 7    | 2    |
| 17   | 中場 | 李康廉           | 18   | 4    | 2        | 2        | 3      | 0      | 23   | 23   | 6    |
| 18   | 前鋒 | 黎志星           | 13   | 0    | 1        | 0        | 1      | 1      | 4    | 15   | 1    |
| 19   | 中場 | 林顯誠           | 1    | 0    | -        | -        | 1      | 0      | 0    | 2    | 0    |
| 20   | 中場 | 葉志豪           | 4    | 0    | 0        | 0        | -      | -      | 3    | 4    | 0    |
| 20   | 後衛 | 安迪             | 0    | 0    | -        | -        | -      | -      | 0    | 0    | 0    |
| 21   | 後衛 | 賴文飛           | 8    | 1    | 2        | 0        | 1      | 0      | 9    | 11   | 1    |
| 22   | 門將 | 梁卓長           | 0    | 0    | 0        | 0        | 0      | 0      | 0    | 0    | 0    |
| 23   | 門將 | 李健             | 4    | 0    | 0        | 0        | 0      | 0      | 2    | 4    | 0    |
| 26   | 中場 | 黎耀昌           | 14   | 1    | 2        | 0        | 2      | 0      | 6    | 18   | 1    |
| 28   | 前鋒 | 馬查             | 8    | 3    | 2        | 1        | -      | -      | 10   | 10   | 4    |
| 32   | 前鋒 | 馬里奧           | 9    | 1    | -        | -        | 3      | 2      | 12   | 12   | 3    |

截至2010年5月30日

### 紀律
更新至2010年5月30日。
| 球員   | 號碼 | 位置 | 港甲 | 港甲 | 高級銀牌 | 高級銀牌 | 足總盃 | 足總盃 | 總數 | 總數 |
| 球員   | 號碼 | 位置 | 黃牌 | 離場 | 黃牌     | 離場     | 黃牌   | 離場   | 黃牌 | 離場 |
| 葉鴻輝 | 1    | 門將 | 1    | 0    | -        | -        | 1      | 0      | 2    | 0    |
| 馬田斯 | 2    | 後衛 | 5    | 0    | -        | -        | -      | -      | 5    | 0    |
| 劉念溢 | 3    | 後衛 | 4    | 0    | -        | -        | 1      | 0      | 5    | 0    |
| 鄧景煌 | 4    | 後衛 | 2    | 0    | -        | -        | 1      | 0      | 3    | 0    |
| 科夫   | 5    | 後衛 | 6    | 0    | 1        | 0        | -      | -      | 7    | 0    |
| 陸冠邦 | 6    | 後衛 | 2    | 0    | 1        | 0        | 1      | 0      | 4    | 0    |
| 梁子駿 | 9    | 前鋒 | 4    | 0    | -        | -        | -      | -      | 4    | 0    |
| 麥保美 | 10   | 中場 | 2    | 0    | 3        | 1        | 1      | 0      | 6    | 1    |
| 伊達   | 11   | 中場 | 2    | 1    | -        | -        | 1      | 0      | 3    | 1    |
| 張健峰 | 13   | 後衛 | 2    | 0    | -        | -        | -      | -      | 2    | 0    |
| 阮健文 | 15   | 中場 | 4    | 0    | -        | -        | -      | -      | 4    | 0    |
| 李康廉 | 17   | 中場 | 1    | 0    | 1        | 0        | -      | -      | 2    | 0    |
| 黎志星 | 18   | 前鋒 | 2    | 0    | -        | -        | -      | -      | 2    | 0    |
| 葉志豪 | 20   | 中場 | 1    | 0    | -        | -        | -      | -      | 1    | 0    |
| 賴文飛 | 21   | 後衛 | 3    | 0    | 1        | 0        | -      | -      | 4    | 0    |
| 黎耀昌 | 26   | 中場 | 3    | 1    | -        | -        | 1      | 0      | 4    | 1    |
| 馬查   | 28   | 前鋒 | 3    | 0    | -        | -        | -      | -      | 3    | 0    |
| 馬里奧 | 32   | 前鋒 | 1    | 0    | -        | -        | -      | -      | 1    | 0    |

### 神射手
數據更新至2010年5月30日
| 排名 | 球員   | 號碼 | 港甲 | 高級銀牌 | 足總盃 | 總入球 |
| ---- | ------ | ---- | ---- | -------- | ------ | ------ |
| 1    | 伊達   | 11   | 13   | 1        | 4      | 18     |
| 2    | 李康廉 | 17   | 4    | 2        | 1      | 7      |
| 3    | 馬查   | 28   | 3    | 1        | 0      | 4      |
| 4    | 馬里奧 | 32   | 1    | 0        | 2      | 3      |
| 5    | 馬田斯 | 2    | 2    | 0        | 0      | 2      |
| 5    | 陸冠邦 | 6    | 1    | 1        | 0      | 2      |
| 5    | 麥保美 | 10   | 2    | 0        | 0      | 2      |
| 5    | 李靈峰 | 16   | 0    | 0        | 2      | 2      |
| 9    | 劉念溢 | 3    | 0    | 0        | 1      | 1      |
| 9    | 鄧景煌 | 4    | 1    | 0        | 0      | 1      |
| 9    | 楊正光 | 8    | 1    | 0        | 0      | 1      |
| 9    | 梁子駿 | 9    | 1    | 0        | 0      | 1      |
| 9    | 張健峰 | 13   | 1    | 0        | 0      | 1      |
| 9    | 阮健文 | 15   | 1    | 0        | 0      | 1      |
| 9    | 黎志星 | 18   | 0    | 0        | 1      | 1      |
| 9    | 賴文飛 | 21   | 1    | 0        | 0      | 1      |
| 9    | 黎耀昌 | 26   | 1    | 0        | 0      | 1      |

## 個人榮譽
| 球員   | 獎項                                  |
| ------ | ------------------------------------- |
| 伊達   | 2009/10年香港足球明星選舉最佳十一人   |
| 葉鴻輝 | 2009/10年香港足球明星選舉最佳十一人   |
| 葉鴻輝 | 2009/10年香港足球明星選舉最佳青年球員 |

## 轉會

### 加盟
| 名稱   | 年齡 | 位置 | 號碼 | 國籍   | 前球會     | 方式     | 轉會窗     | 備註                   |
| ------ | ---- | ---- | ---- | ------ | ---------- | -------- | ---------- | ---------------------- |
| 黎耀昌 | 20   | 中場 | 26   | 香港   | 四海       | 轉會1    | 夏季轉會窗 | [ 永久 ]               |
| 葉子俊 | 24   | 中場 | 7    | 香港   | 淦源       | 轉會     | 夏季轉會窗 | （页面存档备份，存于） |
| 李靈峰 | 23   | 前鋒 | 16   | 香港   | 南華       | 轉會     | 夏季轉會窗 | [ 永久 ]               |
| 葉鴻輝 | 19   | 門將 | 1    | 香港   | 東方       | 轉會     | 夏季轉會窗 | （页面存档备份，存于） |
| 劉念溢 | 19   | 後衛 | 3    | 香港   | 東方       | 轉會     | 夏季轉會窗 | （页面存档备份，存于） |
| 梁子駿 | 24   | 前鋒 | 9    | 香港   | 淦源       | 轉會     | 夏季轉會窗 | [ ]                    |
| 盧俊傑 | 23   | 後衛 | 2    | 香港   | 南華       | 轉會     | 夏季轉會窗 | [ ]                    |
| 楊正光 | 33   | 中場 | 8    | 香港   | 東方       | 借用期滿 | 夏季轉會窗 | （页面存档备份，存于） |
| 黎志星 | 23   | 前鋒 | 18   | 中國   | 自由身     | 自由加盟 | 夏季轉會窗 | （页面存档备份，存于） |
| 馬田斯 | 29   | 後衛 | 2    | 巴西   | 哥泰卡斯   | 轉會     | 夏季轉會窗 |                        |
| 馬查   | 21   | 前鋒 | 28   | 喀麦隆 | 佩斯梭羅   | 轉會     | 夏季轉會窗 | [ 永久 ]               |
| 西蒙斯 | 18   | 前鋒 | 7    | 巴西   | 南藝       | 轉會     | 冬季轉會窗 | [ 永久 ]               |
| 安迪   | 18   | 後衛 | 20   | 巴西   | 聖安德雷   | 轉會     | 冬季轉會窗 | [ 永久 ]               |
| 馬里奧 | 32   | 前鋒 | 32   | 巴西   | 尼爾頓林斯 | 轉會     | 冬季轉會窗 |                        |
| 林顯誠 | 18   | 中場 | 19   | 香港   | 青年軍     | 提升     | 冬季轉會窗 | [ ]                    |

### 離隊
| 名稱     | 年齡 | 位置 | 號碼 | 國籍   | 加盟球會   | 方式     | 轉會窗     | 備註                   |
| -------- | ---- | ---- | ---- | ------ | ---------- | -------- | ---------- | ---------------------- |
| 奧利華拉 | 33   | 門將 | 1    | 巴西   | 阿美利加   | 轉會     | 夏季轉會窗 | [ 永久 ]               |
| 岡野雅行 | 37   | 前鋒 | 8    | 日本   | 鳥取飛翔   | 轉會     | 夏季轉會窗 | （页面存档备份，存于） |
| 中村祐人 | 22   | 前鋒 | 30   | 日本   | 樸迪文尼斯 | 轉會     | 夏季轉會窗 | （页面存档备份，存于） |
| 比圖     | 24   | 後衛 | 2    | 巴西   | 聖路易斯   | 轉會     | 夏季轉會窗 | （页面存档备份，存于） |
| 盧沛迪   | 27   | 中場 | 16   | 喀麦隆 | 自由身     | 合約到期 | 夏季轉會窗 | （页面存档备份，存于） |
| 何國泉   | 32   | 門將 | -    | 香港   | 南華       | 轉會2    | 夏季轉會窗 |                        |
| 林俊生   | 24   | 後衛 | 3    | 香港   | 大中       | 轉會     | 夏季轉會窗 | [ 永久 ] [ ]           |
| 陳啟康   | 19   | 中場 | 18   | 香港   | 愉園       | 轉會3    | 夏季轉會窗 |                        |
| 鄭少偉   | 27   | 前鋒 | 19   | 香港   | 傑志       | 轉會     | 夏季轉會窗 | （页面存档备份，存于） |
| 鄭璟昊   | 19   | 中場 | 7    | 香港   | 傑志       | 轉會     | 夏季轉會窗 | （页面存档备份，存于） |
| 陳嘉晉   | 20   | 後衛 | 14   | 香港   | 傑志       | 轉會     | 夏季轉會窗 | （页面存档备份，存于） |
| 盧俊傑   | 23   | 後衛 | 2    | 香港   | 大中       | 轉會     | 夏季轉會窗 | [ 永久 ]               |
| 葉子俊   | 24   | 中場 | 7    | 香港   | 大中       | 解約     | 冬季轉會窗 | [ ]                    |
| 葉志豪   | 24   | 中場 | 20   | 香港   | 自由身     | 解約     | 冬季轉會窗 | [ ]                    |
| 西蒙斯   | 18   | 前鋒 | 7    | 巴西   | 自由身     | 解約     | 冬季轉會窗 |                        |
| 安迪     | 18   | 後衛 | 20   | 巴西   | 自由身     | 解約     | 冬季轉會窗 |                        |
| 馬查     | 21   | 前鋒 | 28   | 喀麦隆 | 沙田       | 轉會     | 冬季轉會窗 |                        |